# Toxodonta
Los toxodontos (Toxodonta, gr. "diente inclinado" o "diente en forma de flecha") son un suborden extinto del orden Notoungulata perteneciente al clado Meridiungulata. Habitaron en Sudamérica, ocupando una gran variedad de nichos ecológicos y desarrollando especies de animales herbívoros de aspecto muy distinto. La mayoría eran cuadrúpedos digitígrados. 
El nombre del grupo deriva del género Toxodon, el primer ejemplar que se descubrió, un gran herbívoro del tamaño del actual rinoceronte negro con cuatro dedos en cada pata.

## Generalidades

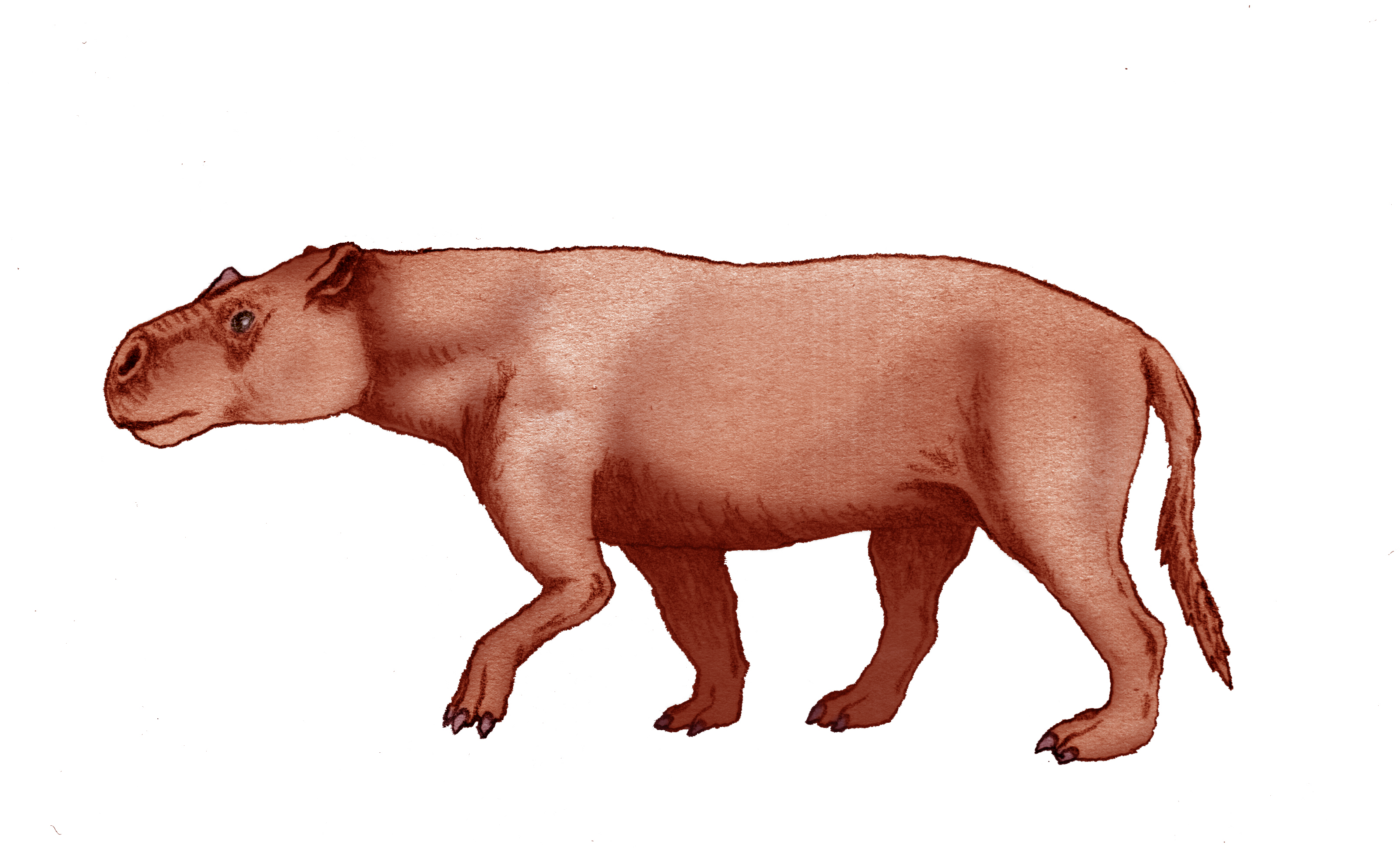
Adinotherium.

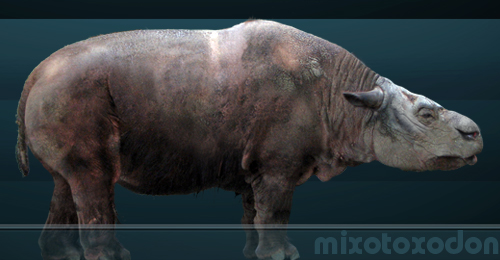
Mixotoxodon larensis.

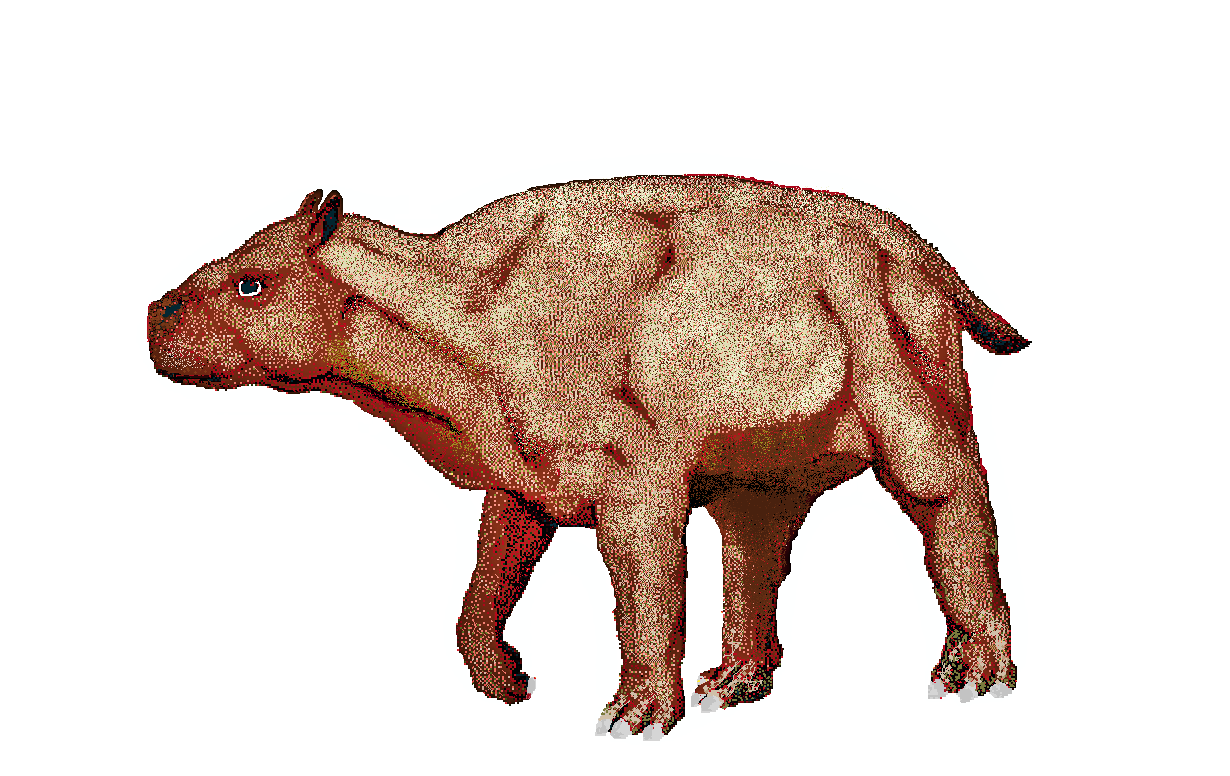
Familia Leontiniidae.

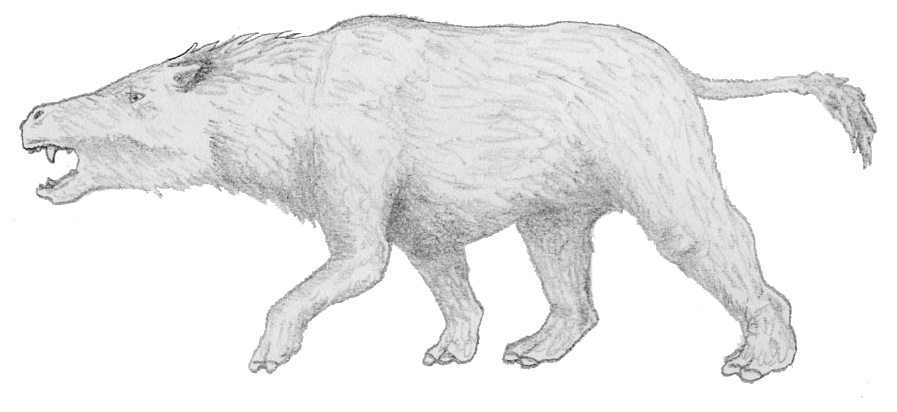
Género Thomashuxleya

El suborden de los toxodontos estuvo muy difundido y diversificado durante el Eoceno, el Oligoceno y el Mioceno, cuando algunas especies alcanzaron el tamaño de caballos, o incluso de rinocerontes. La mayoría no se extinguieron hasta que apareció el Istmo de Panamá en América Central (gran intercambio americano), tras lo cual sobrevivió alguna especie de Toxodon y Mixotoxodon.
El suborden incluye los notoungulados de mayor tamaño, concretamente los de la familia Toxodontidae que apareció durante el Oligoceno (Proadinotherium); otro toxodóntido bien conocido es Nesodon, del Mioceno, de tamaño medio y descendiente de Proadinotherium. El mencionado Toxodon evolucionó durante el Plioceno junto con Trigodon; ambos eran de gran tamaño y poseían cuernos proyectados hacia adelante, análogos a los de los rinocerontes.
Los Leontiniidae vivieron del Eoceno al Mioceno. Los Notohippidae tenían un tamaño medio y unos molares que se parecían superficialmente a los del caballo moderno. De la familia Isotemnidae, cabe destacar Thomashuxleya.

## Características
El nombre del grupo (Toxodonta, que quiere decir "diente inclinado") hace referencia a la curva lateral de las muelas. Como en otros subórdenes de notoungulados, los dientes tenían coronas bajas y eran de fórmula completa en los géneros primitivos, pero después se fueron especializando. Los molares se agrandaron y se recubrieron de cemento duro. También apareció un diastema en muchas especies.
Eran animales que se diversificaron mucho y presentan notables diferencias entre los grupos que lo forman debido a que se diversificaron en nichos ecológicos, en algunos casos, bastante distantes. El cráneo es muy largo en relación con el cuerpo. La parte anterior de la cabeza era ancha, los labios eran con toda probabilidad prensiles y les servían para recoger el pasto. Los arcos cigomáticos son de gran tamaño. Podían alimentarse de la vegetación dura y correosa de los árboles, las pampas y las estepas semidesérticas.
Los toxodontes alcanzan el tamaño de un paquidermo y probablemente compartían sus hábitos. Los incisivos superiores están muy arqueados, son sumamente fuertes y solamente la cara externa lleva una capa de esmalte, mientras que los inferiores, muy achatados, de disposición horizontal y gran expansión lateral, le dan a la parte anterior de la mandíbula el aspecto de una gigantesca espátula.
Por regla general, en los Toxodontidae el cuerpo era robusto, con forma de barril, apoyado sobre patas cortas y robustas. Las patas por lo general plantígradas, con tres dedos ungulados, cuatro dedos digitígrados en los homalodoterios, eran cortas, como en los rinocerontes actuales. Como las traseras eran más largas que las delanteras, el cuerpo se inclinaba hacia adelante, a la altura de los hombros. Los dientes indican que Toxodon era una mezcla de ramoneador y comedor de hierba, que cortaba y masticaba la dura hierba de la pampa, pero también se alimentaba de follaje. Los toxodontos han sido comparados con los hipopótamos, quizás por el hecho de poseer extremidades algo cortas y grandes dientes frontales. Sin embargo, la presencia de adaptaciones especiales en la rodilla de estos animales sugiere que se trata de animales terrestres, habitantes de espacios abiertos, ocupando el nicho ecológico de los bisontes americanos y el rinoceronte blanco.
Los notohípidos o "caballos meridionales", son una familia que desarrollaron formas evolutivas como las del caballo. Los fósiles de los notohípidos están datados desde el Eoceno hasta el Oligoceno, con características que indican un cambio de hábitat del bosque a las praderas. Las patas fueron alargándose y la dentadura muestra que se alimentaban cada vez con mayor frecuencia de pasto que de follaje.
Al contrario que en losToxodones, los caninos de los homalodoterios no estaban desarrollados. Por la forma del cráneo se supone que los homalodoterios desarrollaron una trompa como la de las saigas actuales y labios prensiles. Sus extremidades anteriores eran largas, y las posteriores, más cortas, con lo que abandonaron la posición cuadrúpeda. En las patas delanteras tenían garras enormes y curvadas, que probablemente usaban para agarrar las hojas de los árboles ya que eran ramoneadores en los bosques y es posible que se pusiesen de pie sobre sus patas traseras para alcanzar las ramas más altas. Sus miembros eran gruesos, por lo que no parece que pudiera alcanzar gran velocidad.
Aparentemente, las adaptaciones del cráneo y la dentadura de los Toxodonta surgieron como respuesta al consumo de pastos, pero después les permitieron adaptarse a una dieta vegetariana más generalista, es decir, podían consumir una amplia variedad de alimentos. Los últimos Toxodonta desaparecieron hace unos 12.000 años, en las famosas extinciones de la megafauna pleistocénica.

## Taxonomía
El suborden Toxodonta incluye las familias siguientes:
- Familia Homalodotheriidae(por ejemplo Homalodotherium)

- Familia Isotemnidae (por ejemplo Thomashuxleya)
- Familia Notohippidae(por ejemplo Rhynchippus)

- Familia Leontiniidae (por ejemplo Scarrittia)

- Familia Toxodontidae (por ejemplo Toxodon)